# USS LST-915
O USS LST-915 foi um navio de guerra norte-americano da classe LST que operou durante a Segunda Guerra Mundial.